# 水戶東照宮
36°22′21″N 140°28′24″E / 36.3725°N 140.473333°E
水戶東照宮（日语：／ Mito Tōshō-gū */?）是日本茨城縣水戶市宮町的神社，社格是縣社和別表神社，祭神是德川家康和德川賴房。氏子方面，根據《府縣鄉社明治神社誌料》記載是578戶，《日本社寺大觀》稱是620戶，《全國神社名鑒》和《茨城縣神社誌》均稱是3000戶。文化財方面，太刀（銘則包作　附絲巻太刀拵）是重要文化財、總毛引紅絲李胴丸具足是茨城縣指定文化財、常葉山時鐘、銅造燈籠、三十六歌仙匾額和銅造釣燈籠是水戶市指定文化財。

## 位置與名稱

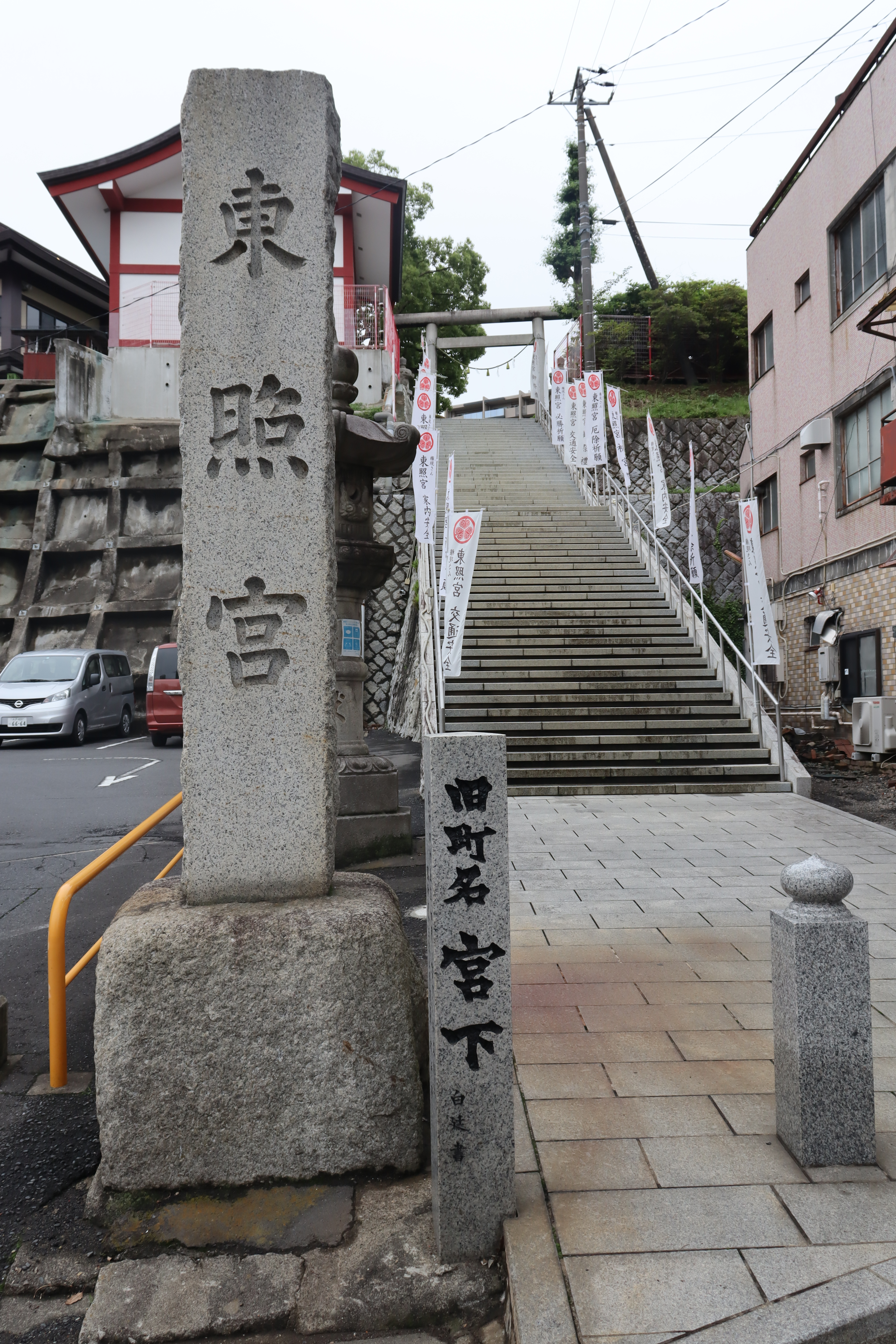
刻有神社名稱的社號標以及町名宮下的石碑

神社位於水戶站以西，行政區劃上原屬常陸國茨城郡，後為水戶城下，江戶時代的町名是上町，上町在1889年改為大字上市，1933年改為宮下，1946年4月1日改為宮町，番地原為73。神社所在地原本是放置有大掾氏位牌的圓通寺，其後天德寺雖然在佐竹氏時期遷入此地，不過在佐竹氏於慶長7年轉封至出羽國後，僅有看守的僧人居住，直至神社建立，僧人們才被轉移至常葉村。此外，神社所在地原本稱為靈松山，在元祿12年（1699年）由德川光圀改稱為常磐山。

## 歷史
- 大鳥居
- 社務所

元和7年4月21日（1621年6月10日），水戶藩首任藩主德川賴房為了供奉其父德川家康而創建神社，同年4月社殿等建築物完工，神社的遷宮大祭獲朝廷派敕使三條公廣前來參加，三條不但奉幣，還奏上宣命，由參議藤原實晴負責慶賀，另一方面江戶幕府派大僧正天海等十多名僧人負責舉行儀式，藩主等人則列席。天保14年（1843年）8月，神社在藩主德川齊昭的決定下廢除神佛習合，由齊昭本人親自擔任祭主，靜神社的祠官齋藤監物則擔任齋主來舉行儀式。
明治4年（1871年），神社獲列為鄉社，為上市21町的鎮守，1875年10月升為縣社，1907年3月8日列為神饌幣帛料供進社。1936年7月29日，德川賴房也配祀至神社。1945年8月2日，原本是重要文化財毀於水戶空襲。1952年6月13日，神社作為宗教法人而成立。1962年7月2日，社殿完成重建，社務所、寶物庫、玉垣、神門和手水舍等也完工。1966年7月1日，神社獲列為別表神社。2011年，神社雖然興建了社務所，但是在同年3月31日遭遇東日本大震災，其後在2018年4月重建大鳥居，社殿、社務所和境內直至2021年才完成重建。

## 境內
- 本殿
- 拜殿
- 手水舍

根據《府縣鄉社明治神社誌料》記載，神社境內面積達5901坪（約19507.44平方），《全國神社名鑒》和《茨城縣神社誌》均稱是6528坪（約21580.17平方）。本殿佔地4坪（約13.22平方）朝南，為正面和側面各二間的權現造建築。幣殿佔地6坪（約19.83平方），正面寬2間（約3.64），長3間（約5.45）。拜殿佔地27坪（約89.26平方），為正面寬6間（約10.91），長4.5間（約8.18）的入母屋造建築，設有千鳥破風。瑞垣長20間（約36.36）。手水舍佔地1.5坪（約4.96平方），正面寬1.5間（約2.73），長1間（約1.82）。以上均為鋼筋混凝土製建築。

## 祭事
| 1月 | 元旦祭（1月1日） 歲德祭（1月7日） | 5月 | —                       | 9月  | —                        |
| 2月 | 節分祭（節分）                    | 6月 | 夏越的大祓式（6月30日） | 10月 | 七五三祭（10月至11月）   |
| 3月 | —                                 | 7月 | 夏祭（7月下旬）         | 11月 | 威公祭（秋祭，11月12日） |
| 4月 | 例大祭（春祭，4月17日）           | 8月 | 水戶黃門祭（8月上旬）   | 12月 | 年越大祓式（12月31日）   |

## 文化財
| 名稱                          | 指定類別         | 指定日期      | 參考資料 |
| ----------------------------- | ---------------- | ------------- | -------- |
| 太刀（銘則包作 附絲巻太刀拵） | 重要文化財       | 1911年4月17日 | [ 12 ]   |
| 常葉山時鐘                    | 水戶市指定文化財 | 1943年9月10日 | [ 13 ]   |
| 安神車                        | 水戶市指定文化財 | 1967年3月22日 | [ 14 ]   |
| 銅造燈籠                      | 水戶市指定文化財 | 1979年8月3日  | [ 15 ]   |
| 銅造釣燈籠                    | 水戶市指定文化財 | 1979年8月3日  | [ 16 ]   |
| 三十六歌仙扁額                | 水戶市指定文化財 | 1993年4月14日 | [ 17 ]   |
| 總毛引紅絲李胴丸具足          | 茨城縣指定文化財 | 1998年12月1日 | [ 18 ]   |

## 外部連結
- . 水戶東照宮.   [2023-07-09]. （原始内容存档于2023-07-09） （日语）.
- . 茨城縣神社廳.   [2023-07-09]. （原始内容存档于2023-02-08） （日语）.
- . 觀光茨城.   [2023-07-09]. （原始内容存档于2023-07-09） （日语）.
- . 水戶觀光協會.   [2023-07-09]. （原始内容存档于2023-07-08） （日语）.
- . kotobank （日语）.